# Liste der Naturdenkmale in Aichstetten
| Naturdenkmale | Anzahl |
| ------------- | ------ |
| FND           | 8      |
| END           | 0      |
| Gesamt        | 8      |

Die Liste der Naturdenkmale in Aichstetten nennt die verordneten Naturdenkmale (ND) der im baden-württembergischen Landkreis Ravensburg liegenden Gemeinde Aichstetten. In Aichstetten gibt es insgesamt 8 als Naturdenkmal geschützte Objekte, alle sind flächenhafte Naturdenkmale (FND), es gibt kein Einzelgebilde-Naturdenkmal (END).
Stand: 31. Oktober 2016.

## Flächenhafte Naturdenkmale (FND)
| Name                             | Bild | Kennung     | Einzelheiten                     | Position | Fläche Hektar | Datum         |
| -------------------------------- | ---- | ----------- | -------------------------------- | -------- | ------------- | ------------- |
| Altarm der Aitrach nördl. Lauben | BW   | 84360551563 | Aichstetten, Leutkirch im Allgäu | ⊙        | 2,5           | 30. Juni 1989 |
| Altwasser bei Altmannshofen      | BW   | 84360031561 | Aichstetten                      | ⊙        | 0,3           | 1. Feb. 1990  |
| Fischweiher bei Hankels          | BW   | 84360031573 | Aichstetten                      | ⊙        | 0,3           | 1. Feb. 1990  |
| Goldfischweiher                  | BW   | 84360031569 | Aichstetten                      | ⊙        | 0,2           | 1. Feb. 1990  |
| Hochstaudenquellflur             | BW   | 84360031572 | Aichstetten                      | ⊙        | 1,4           | 1. Feb. 1990  |
| Waldweiher                       | BW   | 84360031571 | Aichstetten                      | ⊙        | 0,3           | 1. Feb. 1990  |
| Zweites Altwasser westl. Lauben  | BW   | 84360551555 | Aichstetten, Leutkirch im Allgäu | ⊙        | 0,7           | 30. Juni 1989 |
| 1. Altwasser beim Stölzlehof     | BW   | 84360031567 | Aichstetten                      | ⊙        | 0,3           | 1. Feb. 1990  |
| Legende für Naturdenkmal         |      |             |                                  |          |               |               |